# Renedo (Piélagos)
Renedo es la capital del municipio de Piélagos (Cantabria, España). Se encuentra a 38 metros de altitud sobre el nivel del mar y a 20 km de Santander, capital de la comunidad. En el año 2023 contaba con una población de 5.283 habitantes (INE).

## Descripción
Es la capital del municipio, hecho que le ha posicionado como el centro de servicios con la presencia de los centros de enseñanza y salud y de las demás instituciones sociales, como el ayuntamiento.
La presencia de una importante central lechera ha facilitado un desarrollo con caracteres más urbanos que los demás núcleos del municipio, consolidándose paralelamente como centro comercial de la comarca. Se asienta en una terraza cuartenaria diseñada por el río Pas que ocupa el valle labrado sobre materiales del cretácico inferior. Esta área de vega, está cerrado por pequeñas elevaciones como el Cueto, la Lastra que lo circundan y encajonan, abriéndose en dos brazos siguiendo la dirección de la N-623 y la CA-233.
El río Pas entra por el , regando la amplia llanura, a la vez que le separa del pueblo de Vioño, y poco antes de entrar en Quijano recibe las aguas del Carrimont después de atravesar todo el núcleo. El núcleo aparece rodeado por prados de siega, no olvidemos su condición ganadera, que son sustituidos por plantaciones de eucalipto en las áreas más altas, reservándose solamente las áreas de vaguada a hileras de robles, avellanos, fresnos...
La localidad posee una importante tradición Ganadera, En el mes de junio se celebra una de las ferias de ganado más antiguas de España. Se lleva realizando desde el año 1875

## Etimología
En el siglo X aparece como Ranedo, derivado clarísimo de rana, de tal manera que se traduciría por un "lugar en que abundan las ranas" lo cual se explicaría por las condiciones físicas del núcleo dispuesto al borde del río Pas y un área deprimida donde las acumulaciones de agua y la humedad facilita la presencia de estos anfibios.

## Organización
A mediados del siglo XIX "tiene 120 casas distribuidas en los barrios de Rucabao, El Campo, Sorribero y las Cuartas". El núcleo primigenio estaba organizado en pequeños barrios que se han ido compactando y ampliando dando lugar a un núcleo denso con una pequeña reserva central de praderío. Las redes de comunicación, N-623 y el ferrocarril de la RENFE han determinado y organizado un núcleo en forma de "Y" cuyo punto de intersección es el barrio de la Estación, que se continua con la Avenida Luis de la Concha, principal eje vertebrador de Renedo, en la cual el proceso de sustitución de edificios aislados por bloques en altura ha sido extraordinariamente rápido en las últimas décadas.

## Barrios
- La picota
- El Acebal
- Llosacampo
- La Isla
- Sorribero Bajo
- Sorribero Alto
- San Antonio
- La Pasiega
- La Tejera
- Las Cuartas
- Rucabao
- Los Enserados
- Barrio especial de Las Rías

## Fiestas
- 13 de junio (San Antonio). Patrón de Renedo
- 15 de septiembre (La Bien Aparecida). Se celebra en el Barrio La isla
- 13 de diciembre (Santa Lucía).
- 15 de mayo (San Isidro Labrador). Se celebra en el Barrio de Sorribero
- 8 de septiembre (virgen de valencia). patrona de Piélagos

- Datos: Q5661640